# Magyarszombatfa
Magyarszombatfa is een plaats (község) en gemeente in het Hongaarse comitaat Vas. Magyarszombatfa telt 294 inwoners (2001).